# Křížová cesta (Studenec)
Křížová cesta ve Studenci na Českokrumlovsku se nachází severně od města Rožmberk nad Vltavou, na samotě Studenec, která spadá pod obec Přízeř. Křížová cesta vede ke kapli svaté Anny, celý areál je chráněn jako Kulturní památka České republiky.

## Historie
Samota Studenec byla pojmenována podle pramene se zázračnou vodou. Původně zde stával starý buk s obrázkem Panny Marie jako poděkování nemocných, které uzdravilo koupání a pití zázračné vody. Také se zde říkalo "Naše milá paní studánka", nebo také "Zelená Marie", neboť při velkém suchu vyslyšela Panna Marie modlitby občanů a přinesla jim vláhu.
Cisterciácký páter Severin Gottschmid napsal, že: "Od roku 1609 sem prokazatelně chodili již poutníci". Po třicetileté válce, v roce 1670, vyzval rožmberský farář Filip Halbritter věřící své farnosti, aby věnovali dary na postavení kaple. Mezi dárci z let 1670 a 1671 je i hraběnka Magdareta von Buquoy a rožmberský hejtman G. Franz Jägerdorf. Sbírka vynesla 132 zlatých a další dary ve formě stavebního materiálu. Z roku 1679 je doložena listina, která uvádí, že v nově postavené kapli bylo povoleno sloužiti mše svaté a kaple dostala jméno svaté Anny. 8. května 1688 vydala pražská arcibiskupská konzistoř interdikt, tedy zákaz konání bohoslužeb v této kapli. Teprve po osmi letech, 2. listopadu 1696, byl interdikt zrušen. Více než sto let pak kaple sloužila jako náboženské poutní místo s léčivým zázračným pramenem návštěvníkům a poutníkům z Čech a Rakouska.
Od 18. století je v topografiích jmenována jako kaple Panny Marie Bolestné nebo Kalvárie. Kaple svaté Anny, spojená s kaplí Panny Marie krytým přístřeškem, byla pravděpodobně pro havarijní stav uzavřena. Císař Josef II. poutní areál zrušil, ale již v roce 1793 se zde opět konaly bohoslužby, bývaly zde také svatby. Postupem času kaple chátrala. Roku 1841 byla polozbořená stavba se spadlou střechou důkladně opravena. Budova kaple ze 17. století si s velkou pravděpodobností zachovala svůj tvar, který se dělí na nezakrytý vnitřní dvůr a zastřešenou kapli na severozápadě. 13. června 1898 vyhořela, ale již 26. července 1899 byla opravená kaple znovu vysvěcena. Věž před požárem měla cibulovitý tvar se zvonicí. Kaple Panny Marie Bolestné měla oltář v bohatě zdobeném barokním rámu se dvěma anděly a od roku 1902 i varhany. Každoročně se zde konaly poutě a takzvané "zlaté soboty", při kterých se sloužila mše.
Křížová cesta k poutnímu místu na Studenci vede od Bílého mostu v Rožmberku lesem po kamenném schodišti až ke kapli. Dvě zastavení jsou datována rokem 1777 a iniciálami dárců. V roce 1869 nechal hrabě Jiří Jan Jindřich Buquoy křížovou cestu nově vybudovat. První dvě zastavení pocházela od malíře Ströbla. Po roce 1948 byla kaple několikrát vykradena a většina zastavení křížové cesty poničena.
Občanské sdružení "Za starý Rožmberk" spolu s obcí křížovou cestu i kostelík opravují a připravují znovuvysvěcení této nejstarší křížové cesty na Vyšebrodsku.